# Чагра
Чагра (Tchagra) — рід горобцеподібних птахів родини гладіаторових (Malaconotidae). Представники цього роду мешкають в Африці на південь від Сахари, а один з видів, велика чагра, населяє також Північну Африку і південь Аравійського півострова.

## Види
Виділяють чотири види:
- Чагра велика (Tchagra senegalus)
- Чагра буроголова (Tchagra australis)
- Чагра мала (Tchagra jamesi)
- Чагра капська (Tchagra tchagra)

Чорноголову чагру деякі дослідники відносили до роду Tchagra, однак більшість дослідників виділяють її в окремий монотиповий рід.